# Setting Sun
Setting Sun è un singolo del gruppo musicale inglese The Chemical Brothers, pubblicato nell'ottobre 1996 e inserito nell'album Dig Your Own Hole del 1997. È stato il primo singolo del duo a raggiungere la prima posizione nella classifica di vendite inglesi. Il testo è stato scritto da Noel Gallagher degli Oasis.
Il videoclip è stato diretto da Dom and Nic.

## Tracce

### Regno Unito e Stati Uniti
- CD CHEMSDE 4

1. "Setting Sun" – 5:22
2. "Setting Sun (Radio Edit)" – 4:00
3. "Buzz Tracks" – 4:12
4. "Setting Sun (Instrumental)" – 7:00

- 12"CHEMST 4

1. "Setting Sun" – 5:22
2. "Buzz Tracks" – 4:00
3. "Setting Sun (Instrumental)" – 7:00

### In Giappone
- CD VJCP-15018

1. "Setting Sun" – 5:22
2. "Setting Sun (Radio Edit)" – 4:00
3. "Buzz Tracks" – 4:12
4. "Setting Sun (Instrumental)" – 7:00
5. "Loops of Fury"
6. "Chemical Beats (Dave Clarke Remix)"